# Sphegigastrella flavipes
Sphegigastrella flavipes är en stekelart som beskrevs av Masi 1917. Sphegigastrella flavipes ingår i släktet Sphegigastrella och familjen puppglanssteklar.
Artens utbredningsområde är Seychellerna. Inga underarter finns listade i Catalogue of Life.